# John Horton Conway
John Horton Conway FRS (n. 26 decembrie 1937, Liverpool, Anglia, Regatul Unit – d. 11 aprilie 2020, New Brunswick⁠(d), New Jersey, SUA) a fost un matematician englez activ în teoria grupurilor finite, teoria nodurilor, teoria numerelor, teoria jocurilor combinatorice⁠(d) și teoria codificării⁠(d). De asemenea, a contribuit la multe ramuri ale matematicii recreative, în special prin inventarea automatului celular numit Jocul Vieții.
Născut și crescut în Liverpool, Conway și-a petrecut prima jumătate a carierei la Universitatea Cambridge, înainte de a se muta în Statele Unite, unde a deținut catedra „John von Neumann” la Universitatea Princeton pentru tot restul carierei sale. A decedat la 11 aprilie 2020 în urma complicațiilor datorate COVID-19.

## Copilăria și studiile
Conway s-a născut ca fiul lui Cyril Horton Conway și Agnes Boyce. A devenit interesat de matematică de la o vârstă fragedă. Încă de la 11 ani ambiția lui era să devină matematician. A studiat matematica la Gonville and Caius College, Cambridge. Foarte introvertit, la Cambridge s-a transformat, ulterior devenind „cel mai charismatic matematician din lume”.
Conway a obținut diploma de Bachelor of Arts în 1959 și, îndrumat de Harold Davenport, a început cercetările în teoria numerelor.

## Cariera
În 1964 Conway și-a susținut doctoratul și a fost numit lector de matematici la Sidney Sussex College, Cambridge.

„Tunul” lui Bill Gosper de Glidere ca automat celular din Jocul Vieții

Cariera lui Conway a fost împletită cu cea a lui Martin Gardner, pentru că atunci când Gardner a prezentat Jocul Vieții (în engleză Conway's Game of Life) în rubrica sa Mathematical Games din octombrie 1970, Conway a devenit cel mai citit dintre toate articolele sale și a făcut instantaneu din Conway o celebritate. Gardner și Conway au corespondat pentru prima dată la sfârșitul anilor 1950 și, de-a lungul anilor, Gardner a scris frecvent despre aspectele recreative ale lucrărilor lui Conway. De exemplu, a discutat despre jocul lui Conway Sprouts (iulie 1967), Hackenbush (ianuarie 1972) și problema îngerului și diavolului (februarie 1974). În rubrica din septembrie 1976, a trecut în revistă cartea lui Conway Despre numere și jocuri și chiar a reușit să explice numerele suprareale ale lui Conway.
După ce a părăsit Cambridge în 1986, a preluat catedra de matematică „John von Neumann” la Universitatea Princeton.

## Viața personală
Conway a fost căsătorit de trei ori. Cu soțiile anterioare, a avut fiii Oliver născut în 1988 și Alex născut în 1983, fiicele Susan născută în 1962, Rose născută în 1963, Elena născută în 1965 și Ann-Louise născută în 1968. Din 2001 a fost căsătorit cu soția Diana și a avut un fiu Gareth născut în 2001. în Princeton, New Jersey. A avut trei nepoți: John, Ellen și Joseph Wayman și doi strănepoți.
La 8 aprilie 2020 Conway a prezentat simptome de COVID-19, decedând după numai trei zile, la vârsta de 82 de ani.

## Domenii de activitate
Conway are numeroase contribuții în matematica recreativă, teoria jocurilor combinatorice, geometrie, unde a propus un sistem propriu de notare și descriere a poliedrelor, topologie (teoria nodurilor), teoria grupurilor, și teoria numerelor.

## Premii și onoruri
Conway a primit Premiul Berwick (1971), a fost ales Fellow of the Royal Society (1981), a devenit membru al American Academy of Arts and Sciences în 1992, a fost primul care a primit Premiul Pólya (LMS) în 1987, Premiul Nemmers în Matematică (1998) și Premiul Leroy P. Steele (2000) al American Mathematical Society. În 2001 a primit titlul de Doctor Honoris Causa al Universității din Liverpool, iar în 2014 pe cel al Universității Alexandru Ioan Cuza.
În 2017, Conway a primit calitatea de membru de onoare al Societății Matematice Britanice.

## Lucrări
- 1971 – Regular algebra and finite machines. Chapman and Hall, London, 1971, Series: Chapman and Hall mathematics series, ISBN: 0412106205.
- 1976 – On numbers and games. Academic Press, New York, 1976, Series: L.M.S. monographs, 6, ISBN: 0121863506.
- 1979 – On the Distribution of Values of Angles Determined by Coplanar Points (cu Paul Erdős, Michael Guy, and H. T. Croft). Journal of the London Mathematical Society, vol. II, series 19, pp. 137–143.
- 1979 – Monstrous Moonshine (cu Simon P. Norton).[56] Bulletin of the London Mathematical Society, vol. 11, issue 2, pp. 308–339.
- 1982 – Winning Ways for your Mathematical Plays (cu Richard K. Guy and Elwyn Berlekamp). Academic Press, ISBN: 0120911507.
- 1985 – Atlas of finite groups (cu Robert Turner Curtis, Simon Phillips Norton, Richard A. Parker, and Robert Arnott Wilson). Clarendon Press, New York, Oxford University Press, 1985, ISBN: 0198531990.
- 1988 – Sphere Packings, Lattices, and Groups[57] (cu Neil Sloane). Springer-Verlag, New York, Series: Grundlehren der mathematischen Wissenschaften, 290, ISBN: 9780387966175.
- 1995 – Minimal-Energy Clusters of Hard Spheres (cu Neil Sloane, R. H. Hardin, and Tom Duff). Discrete & Computational Geometry, vol. 14, no. 3, pp. 237–259.
- 1996 – The Book of Numbers (cu Richard K. Guy). Copernicus, New York, 1996, ISBN: 0614971667.
- 1997 – The Sensual (quadratic) Form (cu Francis Yein Chei Fung). Mathematical Association of America, Washington, DC, 1997, Series: Carus mathematical monographs, no. 26, ISBN: 1614440255.
- 2002 – On Quaternions and Octonions (cu Derek A. Smith). A. K. Peters, Natick, MA, 2002, ISBN: 1568811349.
- 2008 – The Symmetries of Things (cu Heidi Burgiel and Chaim Goodman-Strauss). A. K. Peters, Wellesley, MA, 2008, ISBN: 1568812205.